# Debate mitileneo

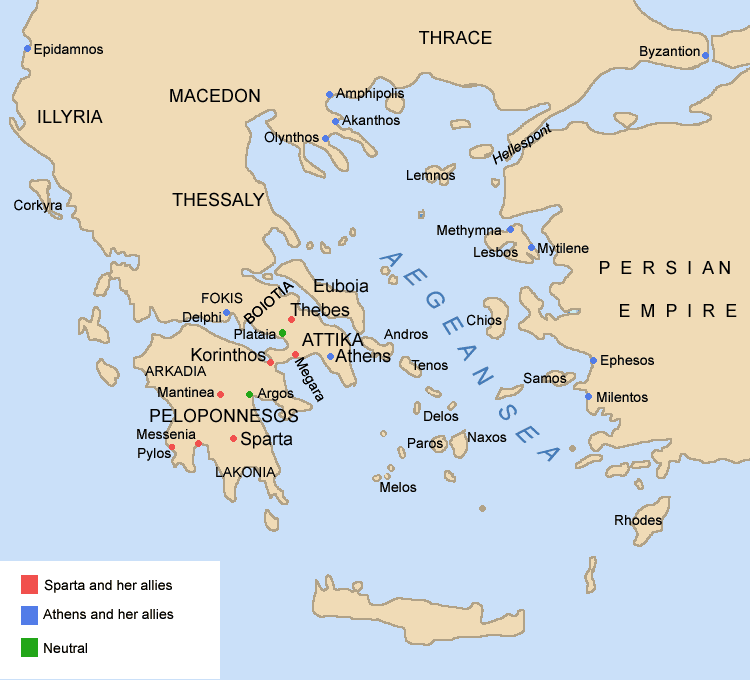
Aliados en la guerra del Peloponeso.

El Debate mitileneo, en la Asamblea de Atenas se refería a las represalias contra la ciudad-estado de Mitilene, que había intentado sin éxito sacudirse la hegemonía ateniense durante la guerra del Peloponeso. El debate ocurrió en 427 a. C.; Tucídides

## Causas de la revuelta

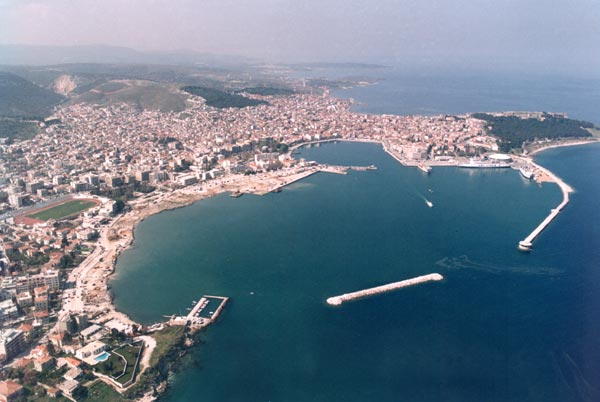
Vista general actual de Mitilene.

Mitilene fue uno de los últimos miembros de la Liga de Delos que eligió manejar sus propios buques de guerra y enviar sujetos para luchar junto a la flota ateniense. Temía a la democracia tributaria y no quería ser reducido al estado de otros aliados atenienses. Además, Mitilene era diferente de la mayoría de los aliados porque estaba gobernado por una oligarquía. Había contemplado la posibilidad de terminar su alianza con Atenas, pero Esparta había rechazado su petición de una alianza para permitir esto. Sin embargo, este rechazo había sido anterior al estallido de la guerra del Peloponeso, que creó una oportunidad para los mitilenos, que enviaron un enviado a Olimpia el 428 a. C. para buscar ayuda de los peloponesios. Los mitilenos pidieron ayuda directa en Mitilene, pero también una invasión de Ática, señalando que, dado que Atenas había sido recientemente devastada por una plaga, tendría dificultades financieras para luchar en dos frentes.
Tucídides representa a los embajadores de Mitilene en Olimpia argumentando que Atenas había aprovechado la Liga de Delos y la utilizó como un mecanismo para «esclavizar» y explotar a otros griegos; que era únicamente cuestión de tiempo antes de que pusieran sus miras en la isla de Lesbos, próspera y autónoma de Mitilene, y la introdujeran en su sistema de opresión; y que los mitilenos no podían esperar por esto y deberían separarse antes de que Atenas forzara su voluntad sobre ellos. La Liga del Peloponeso acordó ayudar a Mitilene.
Se ha señalado que estos argumentos guardan silencio sobre una gran motivación de los oligarcas hacia la rebelión. El gobierno de Mitilenia buscó la unificación de las cinco ciudades-estado de Lesbos bajo su liderazgo. La política ateniense pretendía dividir unidades más grandes dentro de la confederación y no apoyaría ninguna mejora en el poder de Mitilene.

## La revuelta de Mitilene

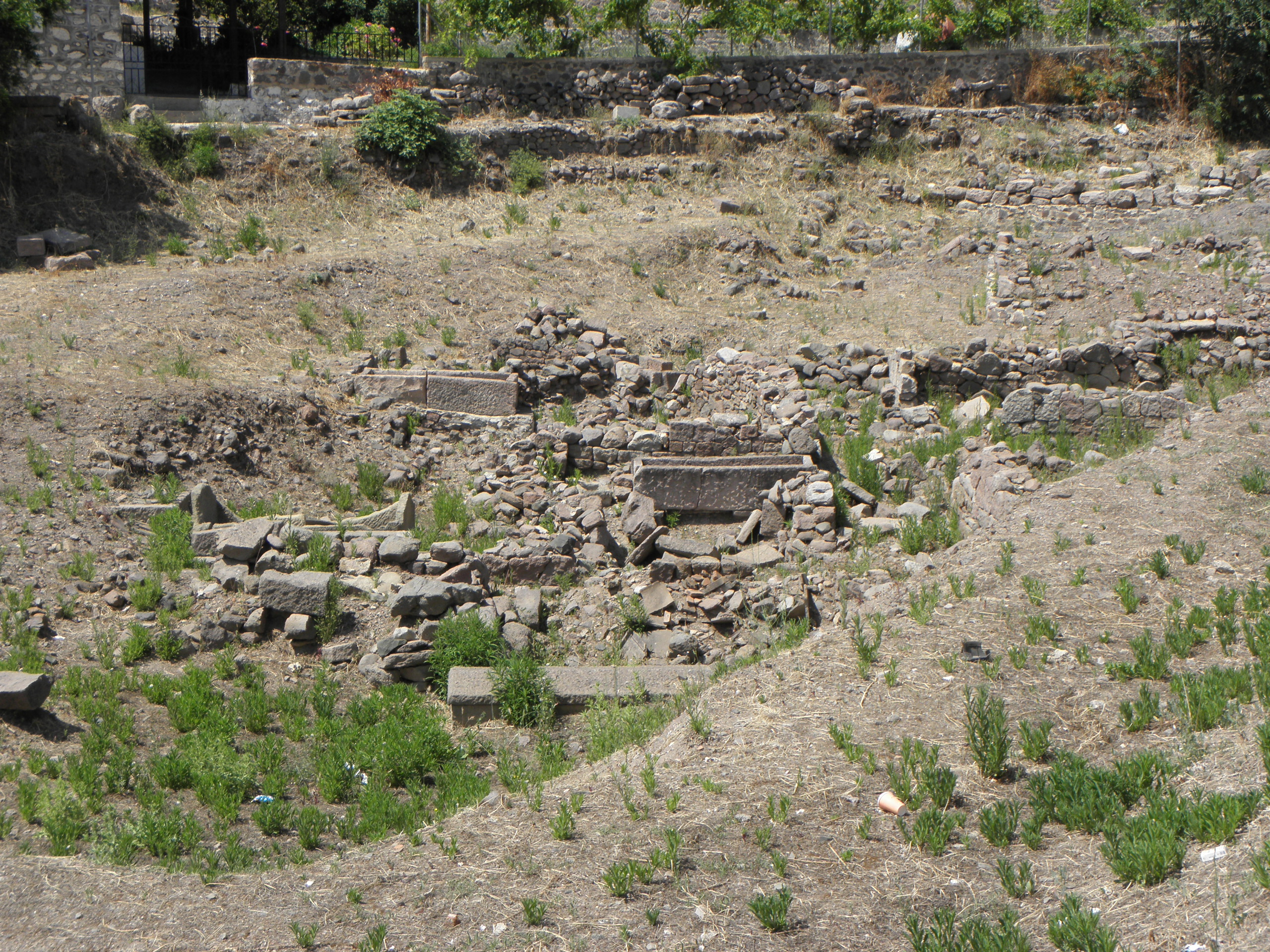
Restos de la antigua ciudad de Metimna en Lesbos.

Los mitilenos comenzaron a prepararse para la revuelta llenando sus puertos, erigiendo fortificaciones, construyendo buques de guerra adicionales e importando grano extra. Los preparativos llamaron la atención, y los informantes comenzaron a dar detalles a Atenas. La información provino de varias fuentes. Tres de los otros estados en la isla, Antissa, Eresus y Pyrrha, tenían gobiernos oligárquicos. Metimna, sin embargo, tenía una democracia, y no apoyó la revuelta o la unificación de Lesbos. y no apoyó la revuelta o la unificación de Lesbos. Algunos mitilenos, conocidos como proxenos, también informaron a Atenas. Los proxenos una pequeña facción de opositores políticos, cuyos temperamentos eran compatibles con la democracia ateniense. Atenas seleccionó a estos funcionarios para fortalecer su posición internamente y prepararse para la eventual eliminación de las oligarquías.
Los atenienses respondieron a las noticias en un intento de interceptar la ayuda del Peloponeso y enviar una flota, liderada por Paches, a Lesbos. A su llegada, Atenas entregó un ultimátum, que ordenaba a los mitilenos a rendirse y derribar sus fortificaciones, pero se negaron y la rebelión se produjo. Sin embargo, los mitilenos fueron forzados a la revuelta antes de que estuvieran preparados militarmente para enfrentarse a Atenas, porque los proxenos habían alertado de los planes de Mitilene. Como resultado, los mitilenos perdieron rápidamente y tuvieron que implementar tácticas de negociación para ganar tiempo. Con el fin de comprar más tiempo para Esparta, pidieron una tregua y enviaron representantes a Atenas para las negociaciones. Los representantes de Mitilene pidieron la eliminación de la flota ateniense a lo que los atenienses se negaron y rápìdamente continuaron los combates. Todos los de Lesbos, aparte de Metimna, tomaron las armas contra Atenas, pero Lesbos perdió terreno con la llegada de más tropas atenienses. Mitilene se rodeó de fortificaciones atenienses y quedó aislado por tierra y mar.
Finalmente, el espartano Salaetus llegó y consiguió elevar la moral asegurando a los mitilenos que los peloponesios iban a invadir el Ática y prometió proporcionarles una flota en la primavera. Según lo prometido, Ática fue invadida, pero se hizo poco para ayudar a los isleños atrapados, porque la flota nunca llegó y los suministros de alimentos se habían agotado. El último esfuerzo se realizó cuando Salaetus suministró armaduras de hoplitas a todos los ciudadanos, la mayoría de los cuales hasta ahora únicamente habían servido como tropas ligeras. Sin embargo, después de que la clase baja recibió las armas, se negaron a seguir órdenes y exigieron que los oligarcas entregaran el resto de la comida o se rendirían. Las autoridades no pudieron satisfacer la demanda porque no había más comida. Después de darse cuenta de la desesperada situación, los oligarcas e iniciaron conjuntamente negociaciones con Atenas.
Para todos los efectos, los términos de negociación de Atenas no eran mucho mejores que la rendición incondicional, y el destino del pueblo de Mitilene descansaba en la decisión del pueblo ateniense. A los mitilenos lo único que se les concedió fue el derecho de enviar una delegación a Atenas para pedir compasión, que fue respaldada por la garantía de Paches de que no se tomarían medidas punitivas hasta que los atenienses acordaran una conclusión.

## El debate
Una vez que los mitilenos llegaron a Atenas, Salaetus fue inmediatamente ejecutado y la asamblea se reunió para evaluar la situación y votó sobre las acciones punitivas que se tomarían. La asamblea de Atenas, temerosa de nuevas revueltas, sentenció apresuradamente a todos los ciudadanos varones de Mitilene a la muerte, mientras que las mujeres y los niños serían vendidos como esclavos. Según Tucídides, después de que se tomó esta decisión, se envió un trirreme a Mitilene para cumplir las órdenes y los atenienses, enfurecidos por una revuelta premeditada, masacraron a todos los prisioneros, que eran unos mil.
Al día siguiente, los atenienses se dieron cuenta de la brutalidad sin precedentes de sus acciones y algunos dudaron sobre la apresurada decisión de matar y esclavizar a los ciudadanos de Mitilene. Un segundo debate, que Tucídides llamó Mitilenian Debate, tuvo lugar para revaluar el curso de acción que debería tomarse. El debate consistió en diversas opiniones, la primera de las cuales fue presentada por Cleón de Atenas, un miembro prominente de la sociedad ateniense, que habló para defender la decisión previa contra las dudas y para afirmar que el culpable recibió el castigo que merecía. La reputación de Cleón era violenta y despiadada. De hecho, Tucídides lo describe como «el hombre más violento de Atenas».
Cleón comenzó cuestionando el valor de una democracia: «Personalmente, he tenido ocasión con suficiente frecuencia para observar que una democracia es incapaz de gobernar a los demás, y estoy incluso más convencido de cuanto más veo cómo cambiáis de opinión sobre los mitilenos». También dio a entender que los atenienses estaban cansados de la oratoria sofísticada y cuestionaban el valor de la libertad de expresión. Describió a los atenienses como «víctimas de su propio placer de escuchar, y se parecen más a una audiencia sentada a los pies de un conferenciante profesional que a un parlamento que discute asuntos de estado».  Terminó su discurso instando a la población a no «sean traidores a ustedes mismos».
Después del discurso de Cleón, Diodoto habló en defensa de su oposición previa a la sentencia de muerte. Afirmó que «la prisa y la ira son ... los dos mayores obstáculos para el consejo sabio ...»Después del discurso de Diodoto, la asamblea reformó sus votos. El argumento racional de Diodoto prevaleció y logró persuadir a la asamblea para que no masacrara a los mitilenos. Los atenienses, que inicialmente apoyaron ardientemente la aniquilación total de los mitilenos, ahora se encontraron vacilantes. Como resultado, los votos, que fueron originalmente unánimes, se aprobaron por poco a favor de Diodotus.Diódoto argumentó que el problema no era una cuestión de la culpabilidad de Mitilene, y si Atenas debería buscar venganza; más bien era una cuestión de lo que está en el mejor interés de Atenas. Citando uno de los principales argumentos de Cleón para su posición, Diódoto cuestionó si la pena de muerte es realmente un medio de disuasión contra la rebelión o todo lo contrario. Terminó pidiendo a los atenienses que debatieran fundamentalmente lo que es correcto y justo y que miraran hacia la moderación en lugar del castigo agresivo. En cambio, los instó a evitar a los mitilenos en un esfuerzo por crear una alianza. Después del discurso de Diódoto, la asamblea reformó sus votos. El argumento racional de Diódoto prevaleció y logró persuadir a la asamblea para que no masacrara a los mitilenos.

## Resultados del debate

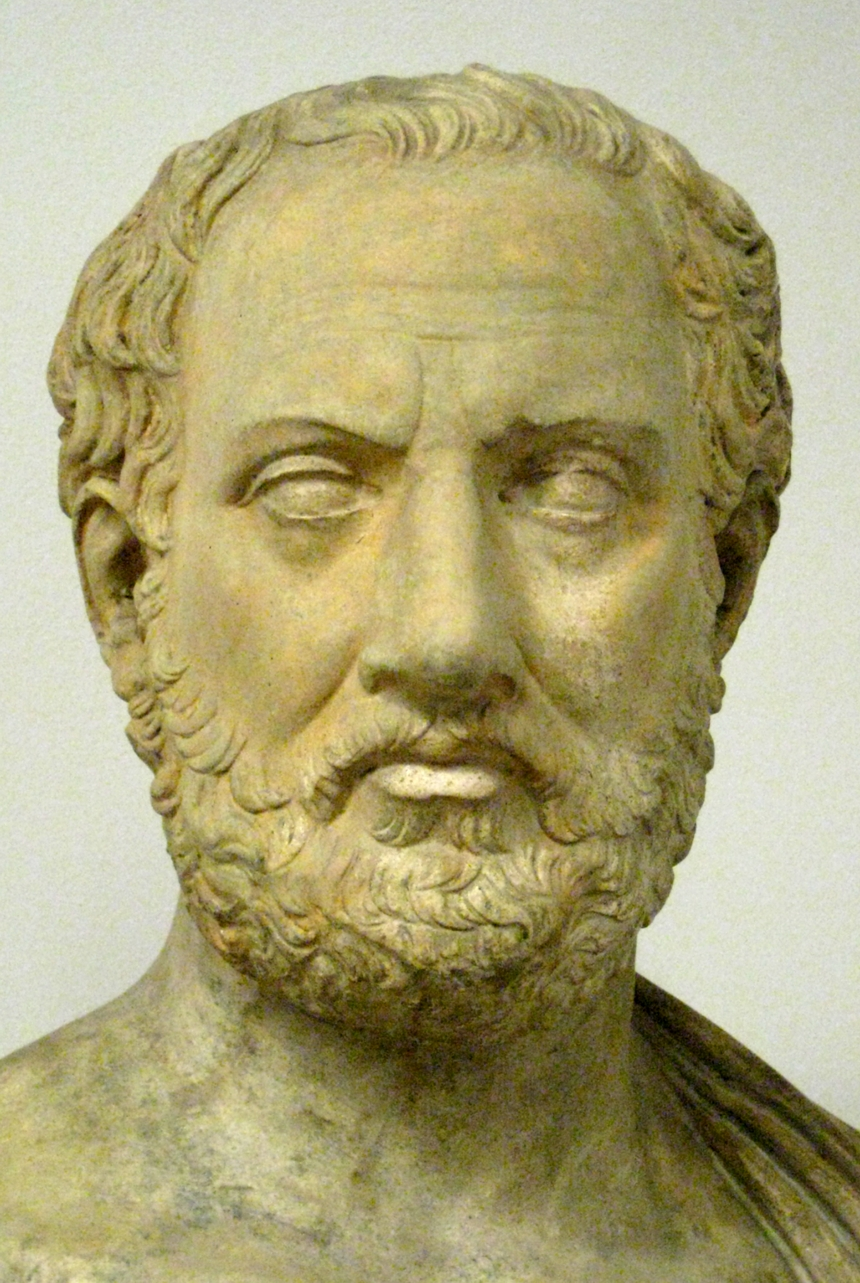
Tucídides autor de la narración de los discursos de Cleón y Diótono.

Finalmente, los atenienses se dejaron influir por el argumento de Diódoto y decidieron perdonar las vidas de los mitilenos y ejecutar únicamente a los líderes de la revuelta: otro trirreme, con el doble de hombres para remar de la noche a la mañana, fue despachado prontamente, y en una escena dramática intervino Lesbos justo a tiempo para evitar que las órdenes anteriores se llevaran a cabo. La oligarquía de Mitilene fue eliminada y la democracia instalada.
El tratamiento de Tucídides de los eventos resalta algunos de los méritos relativos de la oligarquía y la democracia, tal como se percibían en ese momento. Plantea preguntas para el tratamiento que hace Atenas de sus aliados en la Liga de Delos. James Boyd White sugiere que el poder ya estaba corrompiendo a los atenienses, aunque todavía tenían la capacidad de compasión y piedad. Esto puede contrastarse con el posterior Diálogo de Melian, donde Atenas mató a todos los hombres y vendió a mujeres y niños a la esclavitud. Alternativamente, el giro hacia el interés racional de Diodoto sobre el llamado de Cleon para una justa venganza puede marcar el comienzo del declive de las apelaciones a la justicia y el declive de la cultura de la argumentación en Atenas.

## Análisis modernos

### Autenticidad de los discursos
Al igual que con todos los discursos registrados por Tucídides, la semejanza entre los pronunciados por Cleón y Diódoto según el historiador y los que realmente se realizaron es materia de gran debate. En el famoso pasaje donde establece su metodología para informar el contenido de los discursos, Tucídides señala que «ha sido mi costumbre que los disertantes digan lo que, en mi opinión, se espera de ellos en las distintas ocasiones, lógicamente apegándose tanto como es posible al sentido general de lo que en verdad se dijo».
Varios historiadores han resaltado la primera parte de la oración citada y llegaron a la conclusión de que Tucídides pone palabras en boca de sus oradores; o han destacado la segunda parte y expresado que los discursos de Tucídides conservan el sentido de los pronunciados en realidad en las distintas situaciones que él describe.
El discurso de Diódoto contiene la famosa afirmación de que "«en todas las ciudades, el pueblo es tu amigo, y no se rebela contra la oligarquía, o si se ve forzado a hacerlo, se convierte en el enemigo de los insurgentes, de modo que en la guerra con la ciudad hostil tienes a las masas de tu lado». Los eruditos modernos no se han puesto de acuerdo sobre si la situación fue realmente la descrita. G.E.M. de Ste. Croix aceptó lo dicho por Diódoto como fáctico y consideró la amenaza del demos mitileneo de entregar la ciudad como evidencia de que durante el asedio se albergó secretamente un sentimiento proateniense. Al mismo tiempo, otros estudiosos del tema han sugerido que dicha amenaza era obra de hombres desesperados por el hambre que no compartían sentimiento alguno hacia Atenas. Daniel Gillis presenta un tercer enfoque, observando que los demos de Mitilene no hubiesen rendido la ciudad de no ser por circunstancias tan desesperadas como las que atravesaban, ni de contar con la suficiente confianza en cuanto a su destino tras la capitulación. Por otro lado, tanto Donald Kagan como Ronald Legon han remarcado que, independientemente de los sentimientos del demos mitileneo, el pueblo no había demostrado con claridad el suficiente sentimiento revolucionario para impedir que sus gobernantes les distribuyeran armas.